# Karin Rudström
Karin Rudström (Härnösand, 2 de julio de 1988) es una deportista sueca que compitió en curling. Ganó una medalla de oro en el Campeonato Mundial de Curling Femenino de 2011.

## Palmarés internacional
| Campeonato Mundial | Campeonato Mundial  | Campeonato Mundial | Campeonato Mundial |
| Año                | Lugar               | Medalla            | Prueba             |
| ------------------ | ------------------- | ------------------ | ------------------ |
| 2011               | Esbjerg (Dinamarca) | Medalla de oro     | Equipo             |